# Fearless (album, Gus G.)
Fearless je třetí sólové studiové album řeckého kytaristy Guse G. Vyšlo dne 20. dubna roku 2018 prostřednictvím společnosti AFM Records. Gus G. album nahrál spolu s producentem Dennisem Wardem, jenž na desce zastal pozici vokalisty a baskytaristy, a bubeníkem Willem Huntem z Evanescence.
Album otevírá dynamická píseň „Letting Go“. Text k následující skladbě „Mr. Manson“ pojednává o Charlesi Mansonovi a Warda k němu inspiroval „sabbatovský“ riff a píseň „Mr. Crowley“ od Ozzyho Osbourna. Titulní skladbu „Fearless“ Gus G. původně zamýšlel pro svou domovskou kapelu Firewind, ale nakonec se bez hlasového doprovodu objevila na albu Fearless. Na albu se rovněž objevila coververze písně „Money for Nothing“ skupiny Dire Straits.

## Seznam skladeb
| Pořadí         | Název                                  | Hudba          | Text           | Délka |
| -------------- | -------------------------------------- | -------------- | -------------- | ----- |
| 1.             | Letting Go                             |                |                | 4:10  |
| 2.             | Mr. Manson                             |                |                | 4:34  |
| 3.             | Don't Tread on Me                      |                |                | 4:27  |
| 4.             | Fearless                               | Gus G.         | instrumentální | 4:24  |
| 5.             | Nothing to Say                         |                |                | 3:58  |
| 6.             | Money for Nothing (Dire Straits cover) |                |                | 4:27  |
| 7.             | Chances                                |                |                | 3:28  |
| 8.             | Thrill of the Chase                    |                | instrumentální | 4:14  |
| 9.             | Big City                               |                |                | 5:21  |
| 10.            | Last of My Kind                        |                |                | 4:14  |
| Celková délka: | Celková délka:                         | Celková délka: | Celková délka: | 43:37 |

| Bonus  | Bonus               | Bonus |
| Pořadí | Název               | Délka |
| ------ | ------------------- | ----- |
| 11.    | Little Ain't Enough | 4:14  |
| 12.    | Aftermath           | 4:17  |

## Obsazení
- Gus G. – kytara
- Dennis Ward – zpěv, basová kytara
- Will Hunt – bicí